# Lucas Cavallini
Lucas Daniel Cavallini (sinh ngày 28 tháng 12 năm 1992) là một cầu thủ bóng đá chuyên nghiệp người Canada thi đấu ở vị trí tiền đạo cho câu lạc bộ Tijuana tại Liga MX và đội tuyển quốc gia Canada.

## Thống kê sự nghiệp

### Câu lạc bộ
Tính đến 30 tháng 4 năm 2023
| Club                   | Season       | League                     | League | League | Cup  | Cup   | Continental | Continental | Other | Other | Total | Total |
| Club                   | Season       | Division                   | Apps   | Goals  | Apps | Goals | Apps        | Goals       | Apps  | Goals | Apps  | Goals |
| ---------------------- | ------------ | -------------------------- | ------ | ------ | ---- | ----- | ----------- | ----------- | ----- | ----- | ----- | ----- |
| Nacional               | 2013–14      | Uruguayan Primera División | 4      | 0      | 0    | 0     | 0           | 0           | 0     | 0     | 4     | 0     |
| Juventud (loan)        | 2012–13      | Uruguayan Primera División | 25     | 10     | 0    | 0     | 0           | 0           | 0     | 0     | 25    | 10    |
| Fénix (loan)           | 2013–14      | Uruguayan Primera División | 13     | 2      | 0    | 0     | 0           | 0           | 0     | 0     | 13    | 2     |
| Fénix (loan)           | 2014–15      | Uruguayan Primera División | 27     | 14     | 0    | 0     | 0           | 0           | 0     | 0     | 27    | 14    |
| Fénix (loan)           | Total        | Total                      | 40     | 16     | 0    | 0     | 0           | 0           | 0     | 0     | 40    | 16    |
| Fénix                  | 2015–16      | Uruguayan Primera División | 25     | 7      | 0    | 0     | 0           | 0           | 0     | 0     | 25    | 7     |
| Fénix                  | 2016         | Uruguayan Primera División | 11     | 5      | 0    | 0     | 2           | 0           | 0     | 0     | 13    | 5     |
| Fénix                  | Total        | Total                      | 36     | 12     | 0    | 0     | 2           | 0           | 0     | 0     | 38    | 12    |
| Peñarol                | 2017         | Uruguayan Primera División | 16     | 6      | 0    | 0     | 1           | 0           | 0     | 0     | 17    | 6     |
| Puebla (loan)          | 2017–18      | Liga MX                    | 25     | 13     | 1    | 0     | 0           | 0           | 0     | 0     | 26    | 13    |
| Puebla                 | 2018–19      | Liga MX                    | 33     | 11     | 4    | 1     | 0           | 0           | 0     | 0     | 37    | 12    |
| Puebla                 | 2019–20      | Liga MX                    | 17     | 5      | 1    | 0     | 0           | 0           | 0     | 0     | 18    | 5     |
| Puebla                 | Total        | Total                      | 75     | 29     | 6    | 1     | 0           | 0           | 0     | 0     | 81    | 30    |
| Vancouver Whitecaps FC | 2020         | MLS                        | 18     | 6      | 0    | 0     | 0           | 0           | 0     | 0     | 18    | 6     |
| Vancouver Whitecaps FC | 2021         | MLS                        | 21     | 3      | 0    | 0     | 0           | 0           | 1     | 0     | 22    | 3     |
| Vancouver Whitecaps FC | 2022         | MLS                        | 24     | 9      | 4    | 0     | 0           | 0           | 0     | 0     | 28    | 9     |
| Vancouver Whitecaps FC | Total        | Total                      | 63     | 18     | 4    | 0     | 0           | 0           | 1     | 0     | 68    | 18    |
| Whitecaps FC 2 (loan)  | 2022         | MLS Next Pro               | 1      | 0      | —    | —     | —           | —           | —     | —     | 18    | 6     |
| Tijuana                | 2022–23      | Liga MX                    | 12     | 2      | —    | —     | —           | —           | —     | —     | 12    | 2     |
| Career total           | Career total | Career total               | 272    | 94     | 10   | 1     | 3           | 0           | 1     | 0     | 286   | 95    |

Notes
1. ↑  Includes Copa MX
2. ↑  Includes Copa Libertadores and Copa Sudamericana
3. ↑  Appearance in MLS Cup Playoffs

### Quốc tế
Tính đến 9 tháng 7 năm 2023
| Đội tuyển quốc gia | Năm  | Trận | Bàn |
| ------------------ | ---- | ---- | --- |
| Canada             | 2012 | 2    | 0   |
| Canada             | 2013 | 0    | 0   |
| Canada             | 2014 | 0    | 0   |
| Canada             | 2015 | 1    | 0   |
| Canada             | 2016 | 0    | 0   |
| Canada             | 2017 | 4    | 0   |
| Canada             | 2018 | 3    | 3   |
| Canada             | 2019 | 7    | 8   |
| Canada             | 2021 | 11   | 5   |
| Canada             | 2022 | 7    | 2   |
| Canada             | 2023 | 5    | 1   |
| Tổng               | Tổng | 40   | 19  |

Tính đến 27 tháng 6 năm 2023
Bàn thắng và kết quả của Canada được để trước.
| #  | Ngày                 | Địa điểm                                        | Số trận | Đối thủ                  | Bàn thắng | Kết quả | Giải đấu                                  |
| -- | -------------------- | ----------------------------------------------- | ------- | ------------------------ | --------- | ------- | ----------------------------------------- |
| 1  | 9 tháng 9 năm 2018   | IMG Academy, Bradenton, Hoa Kỳ                  | 8       | Quần đảo Virgin thuộc Mỹ | 2–0       | 8–0     | Vòng loại CONCACAF Nations League 2019–20 |
| 2  | 9 tháng 9 năm 2018   | IMG Academy, Bradenton, Hoa Kỳ                  | 8       | Quần đảo Virgin thuộc Mỹ | 5–0       | 8–0     | Vòng loại CONCACAF Nations League 2019–20 |
| 3  | 16 tháng 5 năm 2018  | BMO Field, Toronto, Canada                      | 9       | Dominica                 | 3–0       | 5–0     | Vòng loại CONCACAF Nations League 2019–20 |
| 4  | 24 tháng 3 năm 2019  | BC Place, Vancouver, Canada                     | 11      | Guyane thuộc Pháp        | 2–1       | 4–1     | Vòng loại CONCACAF Nations League 2019–20 |
| 5  | 24 tháng 3 năm 2019  | BC Place, Vancouver, Canada                     | 11      | Guyane thuộc Pháp        | 4–1       | 4–1     | Vòng loại CONCACAF Nations League 2019–20 |
| 6  | 20 tháng 6 năm 2019  | Broncos Stadium at Mile High, Denver, Hoa Kỳ    | 13      | México                   | 1–2       | 1–3     | Cúp Vàng CONCACAF 2019                    |
| 7  | 23 tháng 6 năm 2019  | Sân vận động Bank of America, Charlotte, Hoa Kỳ | 14      | Cuba                     | 2–0       | 7–0     | Cúp Vàng CONCACAF 2019                    |
| 8  | 23 tháng 6 năm 2019  | Sân vận động Bank of America, Charlotte, Hoa Kỳ | 14      | Cuba                     | 3–0       | 7–0     | Cúp Vàng CONCACAF 2019                    |
| 9  | 23 tháng 6 năm 2019  | Sân vận động Bank of America, Charlotte, Hoa Kỳ | 14      | Cuba                     | 4–0       | 7–0     | Cúp Vàng CONCACAF 2019                    |
| 10 | 29 tháng 6 năm 2019  | Sân vận động NRG, Houston, Hoa Kỳ               | 15      | Haiti                    | 2–0       | 2–3     | Cúp Vàng CONCACAF 2019                    |
| 11 | 15 tháng 10 năm 2019 | BMO Field, Toronto, Canada                      | 16      | Hoa Kỳ                   | 2–0       | 2–0     | CONCACAF Nations League 2019–20           |
| 12 | 29 tháng 3 năm 2021  | IMG Academy, Bradenton, Hoa Kỳ                  | 19      | Quần đảo Cayman          | 8–0       | 11–0    | Vòng loại FIFA World Cup 2022             |
| 13 | 29 tháng 3 năm 2021  | IMG Academy, Bradenton, Hoa Kỳ                  | 19      | Quần đảo Cayman          | 10–0      | 11–0    | Vòng loại FIFA World Cup 2022             |
| 14 | 29 tháng 3 năm 2021  | IMG Academy, Bradenton, Hoa Kỳ                  | 19      | Quần đảo Cayman          | 11–0      | 11–0    | Vòng loại FIFA World Cup 2022             |
| 15 | 5 tháng 6 năm 2021   | IMG Academy, Bradenton, Hoa Kỳ                  | 20      | Aruba                    | 1–0       | 7–0     | Vòng loại FIFA World Cup 2022             |
| 16 | 5 tháng 6 năm 2021   | IMG Academy, Bradenton, Hoa Kỳ                  | 20      | Aruba                    | 3–0       | 7–0     | Vòng loại FIFA World Cup 2022             |
| 17 | 9 thang 6 năm 2022   | BC Place, Vancouver, Canada                     | 32      | Curaçao                  | 4–0       | 4–0     | CONCACAF Nations League 2022–23           |
| 18 | 17 tháng 11 năm 2022 | Sân vận động Al Maktoum, Dubai, UAE             | 34      | Nhật Bản                 | 2–1       | 2–1     | Giao hữu                                  |
| 19 | 27 tháng 6 năm 2023  | BMO Field, Toronto, Canada                      | 37      | Guadeloupe               | 1–1       | 2–2     | Cúp Vàng CONCACAF 2023                    |